# نينا كرافيز
نينا كرافيتس (Nina kravits ) و تعرف أكثر باسم شهرتها نينا كرافيز (Nina kraviz)  هي منسق أسطوانات دي جي و منتج موسيقى و مغنية روسية من سيبيريا .شاركت في عدد من التظاهرات الاحتفالية العالمية فأحيت سهرة في صائفة سنة 2017 في احتفالات موسيقى الرقص الإلكترونية تومورولاند (بالإنجليزية: Tomorrowland)‏ الشهيرة.